# Gonioscelis tomentosus
Gonioscelis tomentosus là một loài ruồi trong họ Asilidae. Gonioscelis tomentosus được Oldroyd miêu tả năm 1970. Loài này phân bố ở vùng nhiệt đới châu Phi.